# Igor' Vorončichin
Igor' Nikolaevič Vorončichin (in russo Игорь Николаевич Ворончихин?; Mosca, 14 aprile 1938 – Mosca, 10 marzo 2009) è stato un fondista sovietico.

## Carriera
Alle Olimpiadi di Innsbruck 1964 vinse due medaglie di bronzo.

## Palmarès

### Olimpiadi invernali
- Bronzo a Innsbruck 1964 nella staffetta 4x10 km.
- Bronzo a Innsbruck 1964 nei 30 km.